# Biri jezik
Biri jezik (wirri; ISO 639-3: bzr), izumrli jezik koji se govorio u australskoj državi Queensland, jugoistočno od Charters Towers. Pripada u australske jezike, porodici pama-nyunga, podskupini mari (od mari =čovjek).

## Vanjske poveznice
- Ethnologue (14th)
- Ethnologue (15th)